# Oza-Cesuras
Oza-Cesuras és un municipi de la província de la Corunya a Galícia. Pertany a la Comarca de Betanzos.
El 2011 s'anuncià que es fusionarien els municipis de Cesuras i Oza dos Ríos. La fusió es va materialitzar el 6 de juny de 2013, amb la creació del nou municipi d'Oza-Cesuras.

## Parròquies
Bandoxa (San Martiño) | Borrifáns (San Pedro) | Bragade (San Mamede) | Carres (San Vicenzo) | Cis (San Nicolao) | Cuíña (Santa María) | Cutián (Santa María) | Dordaño (Santa María) | Figueredo (Santa María) | Filgueira de Barranca (San Pedro) | Filgueira de Traba (San Miguel) | Loureda (Santo Estevo) | Mandaio (San Xiao) | Mondoi (Santa Cruz) | Oza (San Pedro) | Paderne (Santiago) | Parada (Santo Estevo) | Porzomillos (San Pedro) | Probaos (Santaia) | Reboredo (Santiago) | A Regueira (Santa María) | Rodeiro (Santa María) | Salto (San Tomé) | Trasanquelos (San Salvador) | Vivente (Santo Estevo)